# 奇夸克
（strange quark，中国大陆又称奇异夸克）是基本粒子的一種，裸質量為95+5
−5 MeV/c2，是第三輕的夸克，只有上夸克與下夸克比其還輕。在很多種強子裡，都可以找到奇夸克，例如，K介子（
K
）、D介子（
D
s）、Σ粒子（
Σ
）等等奇異粒子。
奇夸克是第二代粒子，帶有電荷−1/3 e。如同所有夸克，奇夸克屬於費米子，自旋為1/2。奇夸克會感受到所有四種基本相互作用：引力相互作用、電磁相互作用、弱相互作用、強相互作用。奇夸克的反粒子是反奇夸克，奇夸克帶有負電荷，反奇夸克帶有正電荷。
1947年，曼徹斯特大學的物理學者喬治·羅徹斯特與克里福德·巴特勒從宇宙線在雲室裡的蹤跡照片找到K介子，其為最早被發現的奇異粒子。1964年，默里·蓋爾曼和喬治·茨威格為了建立夸克模型而假設奇粒子的存在。最初證實這假設的是物理學者在斯坦福直線加速器中心於1968年所做的深度非弹性碰撞實驗。這實驗確定上夸克與下夸克的存在，從而延伸至奇夸克的存在，因為它們可以確保八重道的成立。

## 歷史

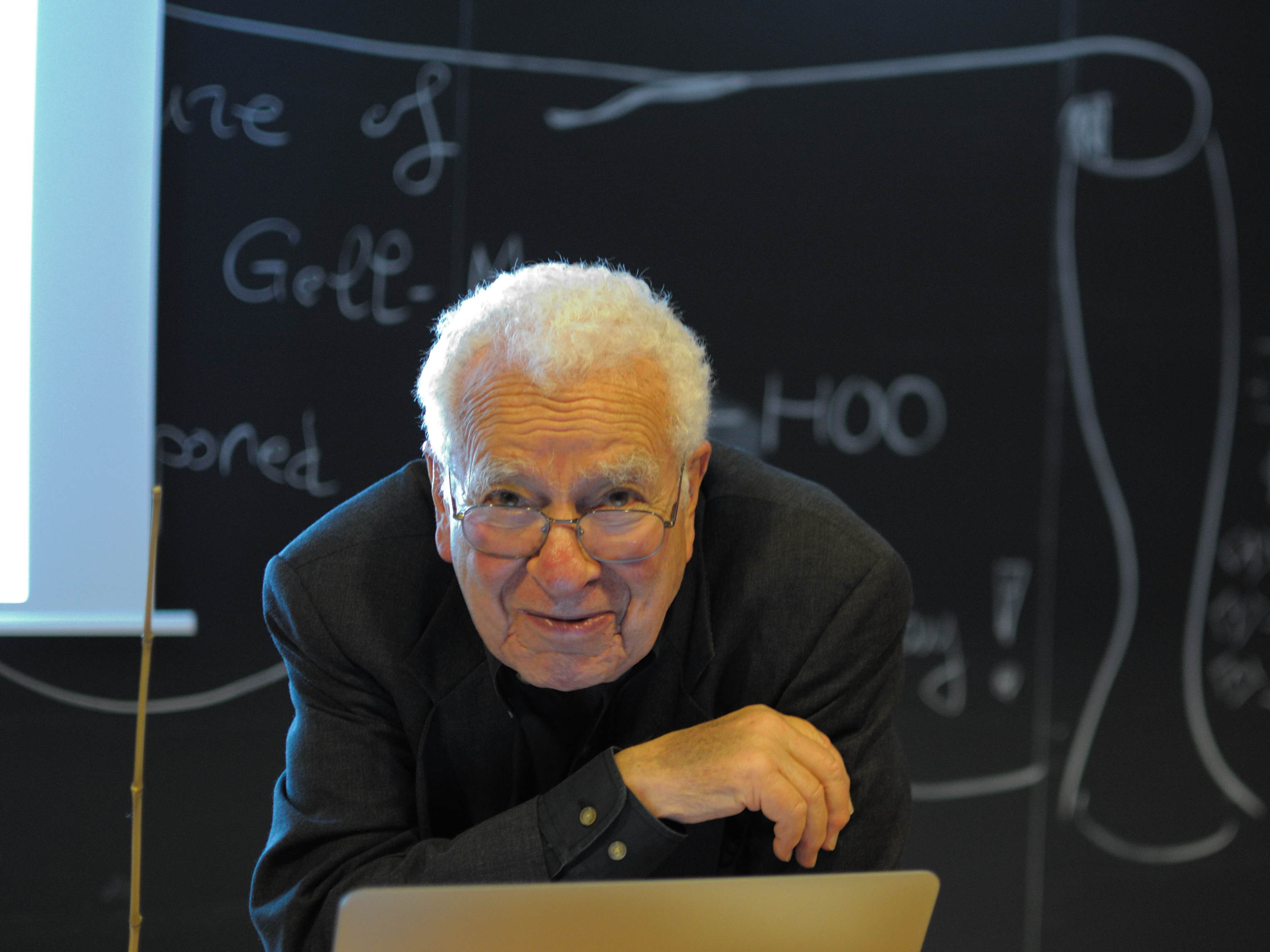
默里·盖尔曼

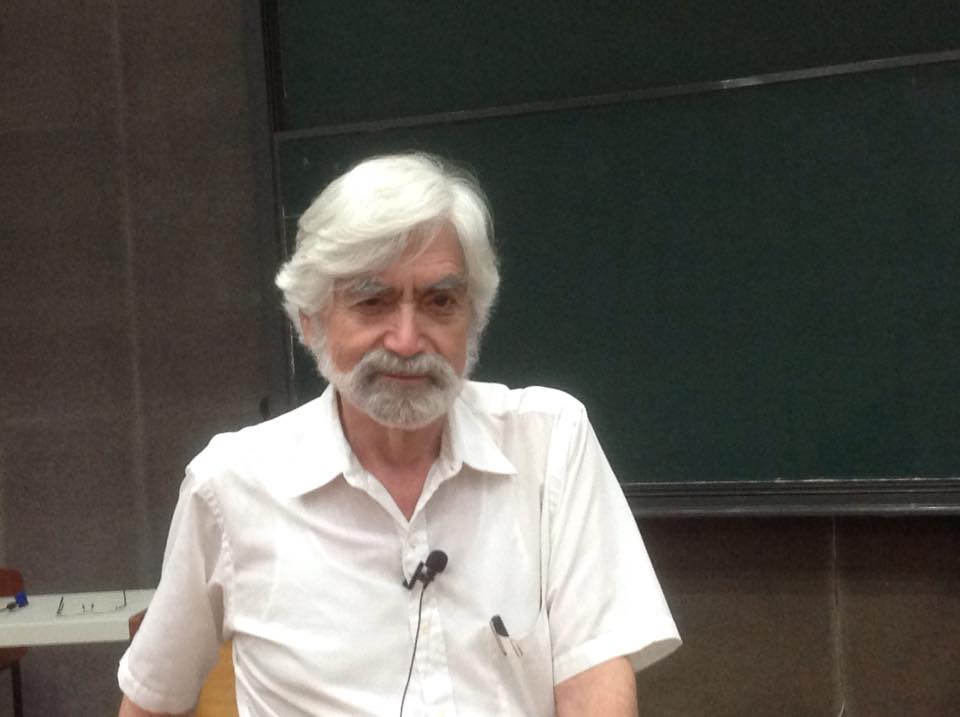
喬治·茨威格

在粒子物理學初期（二十世紀前半期），質子、中子、π介子等等強子類粒子都被認為是基本粒子。然而隨著更多強子被發現，粒子園從1930年代早期與1940年代的幾個粒子增加到1950年代的幾十個粒子。然而，有些粒子的平均壽命比其它粒子長久很多，通過強相互作用衰變的粒子的平均壽命大約為10−23秒，而通過弱相互作用衰變的粒子卻可以有約10−10秒。在研究這些衰變時，默里·蓋爾曼（1953年）與西島和彥（1955年）發展出奇異性的概念來解釋為什麼長壽命粒子的平均壽命比其它粒子長久很多。他們對於奇異衰變的研究導致蓋爾曼-西島關係的發現。
物理學者起初並不清楚它們彼此之間的關係。1961年，默里·盖尔曼與尤瓦爾·內埃曼各自獨立地提出一種強子分類方案，稱為「八重道」，利用SU(3)味對稱性將強子組織為同位旋多重態。1964年，盖尔曼與喬治·茨威格各自獨立地提出夸克模型，才將同位旋與奇異性背後的物理根據解釋清楚。在那時，夸克模型只涉及到上夸克、下夸克與奇夸克。上夸克與下夸克是同位旋的載子，而奇夸克則是奇異性的載子。雖然夸克模型解釋了八重道，並沒有任何實驗證實夸克的存在，直到 1968年才在斯坦福直線加速器中心 找到夸克的蹤跡。深度非弹性碰撞實驗揭示，質子具有次結構，質子是由三個更基礎的粒子組成，因此證實了夸克模型。
剛開始，人們並不情願辨識這三個基礎粒子為夸克，而是青睞理查·費曼的部分子模型。隨著時間演進，夸克模型漸漸被廣泛接受（更多細節，請參閱條目J/ψ介子，人称“十一月革命”）。

## 參閱
- 夸克模型
- 奇異物質
- 奇異夸克團
- 奇異星

## 進階閱讀
- R. Nave. . HyperPhysics. Georgia State University, Department of Physics and Astronomy.   [2008-06-29]. （原始内容存档于2015-09-05）.
- A. Pickering. . University of Chicago Press. 1984: 114–125. ISBN 0-226-66799-5.